# Франк Ег'яревба
Франк Ег'яревба (англ. Frank Egharevba / нім. Frank Egharevba; нар. 15 грудня 1985, Бенін-Сіті, Нігерія) — нігерійський та австрійський футболіст, нападник.

## Клубна кар'єра
Народився 15 грудня 1985 року в нігерійському місті Бенін-Сіті, але в 1991 році разом з родиною переїхав до Австрії. З юних років займався футболом в футбольній шклоі клубу «Фаворітен», після чого виїхав за кордон, де підписав контракт з «Карпатами». На контракті у львівському клубі перебував протягом року, але через велику конкуренцію в основній команді юний нападник не зміг. Виступав лише за юнацькі команди та молодіжний склад.
У пошуках ігрової практики переїхав до сусідньої Польщі, де став гравцем скромного місцевого клубу «Томашовія» (Томашів-Любельський). У новій команді, яка виступала в четвертому за силою дивізіоні чемпіонату Польщі, добре проявив себе. У першій половині сезону 2004/05 років відзначився 10-ма голами в чемпіонаті. Як наслідок, Франк був близьким до переходу в клуб на той час Екстракляси «Гурник» (Забже), але перехід так і не відбувся. Зрештою, Ег'яревбу віддали в піврічну оренду з правом викупу до клубу Першої ліги Польщі «Відзев» (Лодзь). Проте цей перехід виявився справжнім непорозумінням для обох сторін. Франку не вдалося влитися в команду і, в тому числі, через расистські нападки з боку власних же уболівальників. Загалом провів чотири матчі в чемпіонаті без забитих м'ячів і три матчі в плей-оф за право підвищитися в класі, в яких відзначився одним голом. Наприкінці сезону «Відзев» не скористався правом викупу й Ег'яревба повернувся до «Томашовії». В підсумку відзначився ще трьома голами за «Томашовію» в осінній частині сезону 2005/06 років, перш ніж отримав травму та повернувся до Австрії на лікування. У грудні 2005 року його контракт з клубом закінчився, після чого пройшов успішний перегляд у складі тодішнього представника другого дивізіону чемпіонату Польщі «Шльонськ» (Вроцлав), за підсумком якого уклав з клубом договір. Відзначившись сімома голами в одинадцяти товариських матчах, потужно розпочав свої виступи в Шльонську. У підсумку до травня 2006 року провів дев'ять ігор чемпіонату та відзначився двома голами, перш ніж суперечка з його одноклубником Томашем Рудольфом достроково завершила для нігерійця кар'єру в Польщі.
Після скандалу в «Шльонську» покинув Польщу та переїхав до Швейцарії, представника до третього дивізіону «Натерс». Став ключовим футболістом у команді, яку тренував граючий тренер Деян Маркович. Хоча й отримав право грати лише з п’ятого туру, відзначився 16-ма голами у 26 матчах і посів третє місце в списку найкращих бомбардирів.
У сезоні 2006/07 років прийшов через Владіміра Юговича як один з небагатьох маловідомих гравців до представника австрійського першого дивізіону «Швадорф», який переживав фінансову кризу. У складі «Швадорфа» з такими гравцями, як Марек Кінцль, Йозеф Валахович, Антон Еманн, Роман Меліх, Міхаель Вагнер і Маркус Пюрк, Егаревба, який на той час був практично невідомий в Австрії, незважаючи на своє громадянство, сприймався ЗМІ лише як маргінальне явище і майже повністю ігнорувався у репортажах. Після невдалого старту з двома поразками на початку сезону та зміни тренера з Аттіли Секерліоглу на Бернда Краусса, несподівано здобув регулярне місце на початку сезону та перетворився на єдиний промінь надії для одного з аутсайдерів чемпіонату «Швадорфа». У той час як такі відомі заробітчани, як Кінцл або Боян Філіпович, розчарували, Франк став гравцем, який найчастіше грав, з 18 матчами, та очолив список бомбардирів клубу з вісьмома голами. Під час зимових канікул потрапив у невеликий скандал, коли поїхав у відпустку до Нігерії самостійно, замість того, щоб лікувати травму аддуктора, яку він отримав раніше. Після повернення з відпустки з невилікуваною травмою, йому довелося призупинити всю підготовку через одужання, через що Ег'яревба впав у немилість до новопризначеного тренера Гайнца Пайшля. Незадовго до початку відпустки президент Річард Тренквальдер вирішив продовжити з гравцем контракт до літа 2010 року. Після відновлення від травми втратив своє постійне місце і до завершення сезону зіграв лише шість матчів. Тим не менш, після злиття між «Швадорфа» й «Адміри» для створення нового клубу «Адміра Вакер Медлінг», став одним із небагатьох гравців «Швадорфа», яких також взяли до новоствореного клубу. Під керівництвом Пайшля він був використаний у перших чотирьох іграх сезону в новому клубі, перш ніж клуб очолив Вальтер Шахнер. Новий тренер більше не розраховував на Франка, тому відправив його до другої команди, яка виступала в Регіональній лізі «Схід». Відзначився 5-ма голами у восьми матчах до зимової перерви.
Намагався повернутися до «Натерс», в оренду, на що «Адміра» надала свій дозвіл. Повернувшись до «Натерса» знову почав демонструвати прекрасну форму, відзначився 7-ма голами у 14 матчах сезону, й через півроку став навіть другим у списку бомбардирів клубу. Однак «Натерс» посів 10-те місце й клубу не вдалося вийти до «Челлендж ліги», після чого повернувся до «Адміри». У підсумку його контракт був розірваний за обопільною згодою, а Ег'яревба перейшов до «Явора» (Іваниця) з сербської Суперліги. Зіграв 13 матчів чемпіонату, відзначився одним голом, але, ймовірно, через запровадження федерацією обмеження на кількість іноземних гравців і той факт, що клуб уже мав африканських і південноамериканських гравців змусили його виключити з заявки на другу половину сезону та розірвати угоду. Після цього перебрався до «Вюрмли».
Протягом півроку перебував без клубу, після чого приєднався до «Аустрії» (Лустенау). Незабаром після підписання контракту перехід опинився під загрозою провалу, оскільки Егаревба показав ознаки жовтяниці, яка була очищена після медичного огляду. Дебютним голом за «Люстенау» відзначився в переможному (4:0) домашньому матчі 4-го туру проти «Санкт-Пельтена». Але вже влітку перейшов до клубу четвертого дивізіону «Вюрмла». Влітку 2012 року перебрався до швейцарський клуб «Золотурн».
23 січня 2015 року на тренуванні команди у Вюрмласі стався скандал: з невідомих причин Ег'яревба втратив над собою контроль, і він накинувся на воротаря Ертана Узуна з кулаками. В підсумку Франка вигнали з команди зі словами тренера Маріо Гандла «Йому більше не потрібно приходити!». Після півроку, проведені в «Стріпфінгі», «Вюрмла» знову підписав Егаревбу, після чого Узун покинув клуб. У вище вказаному клубі знову почав демонструвати бомбардирський талант, відзначився 24-ма голами в 28 матчах чемпіонату в сезоні 2015/16 років. До того, як залишити клуб під час зимової перерви 2016/17 років, провів ще 14 матчів у чемпіонаті та відзначився 9-ма голами у вище вказаному сезоні. Потім завершив кар'єру в клубах нижчого дивізіону в Нижній Австрії («Вімпассінг» та «Шпрацерн»), Бургенланді («Оберпетерсдорф/Шварценбах») і Форарльберзі («Блау-Вайс» (Фельдкірх), «Шлінс» і «Блюденц»), перш ніж влітку 2020 року завершив кар'єру гравця.

## Кар'єра в збірній
Теоретично мав право грати за Австрію та Нігерію, але країна його народження була зацікавлена викликати гравця до національної збірної. Сам Франк також продемонстрував своє чітке бажання грати за Нігерію, проте виклику так і не отримав.